# سنت-پل
سنت-پل (به فرانسوی: Sainte-Paule) یک کمون در فرانسه است که در Canton of Le Bois-d'Oingt واقع شده‌است.

## خصوصیات
سنت-پل ۷٫۵ کیلومترمربع مساحت و ۲۸۴ نفر جمعیت دارد و ۵۱۰ متر بالاتر از سطح دریا واقع شده‌است.